# Karabinek M1
United States Carbine, Caliber .30, M1 – amerykański karabinek samopowtarzalny z okresu II wojny światowej.

## Historia
Po przyjęciu do uzbrojenia w drugiej połowie lat 30. XX wieku karabinu samopowtarzalnego M1 Garanda pojawił się problem uzbrojenia żołnierzy oddziałów pomocniczych. Nowy karabin, znacznie cięższy niż stary Springfield M1903, niezbyt nadawał się jako uzbrojenie pomocnicze. Rozwiązaniem nie było uzbrojenie tych żołnierzy w pistolety (zbyt mały zasięg, konieczność intensywnego treningu strzeleckiego) czy pistolety maszynowe (duża masa). W roku 1940 ogłoszono konkurs na nową broń określaną w wytycznych „lekkim karabinem”. Nowa broń przy masie nie większej niż 2,5 kilograma miała mieć zasięg skuteczny 300 metrów i być zasilana z wymiennych magazynków (5, 10, 50 nabojów). Wymagano broni samoczynno-samopowtarzalnej.
Do nowej broni opracowano nowy nabój pośredni .30 Carbine, ponieważ standardowy nabój karabinowy .30-06 Springfield był zbyt silny.
Wymagania rozesłano do 25 biur konstrukcyjnych. Odpowiedziało siedem (sześć związanych z firmami zbrojeniowymi i jeden projektant). Próby miały się zacząć 1 lutego 1941, ale przesunięto je na 1 maja (kłopoty z nową amunicją). W wyniku prób uznano, że żadna z przedstawionych konstrukcji nie spełniła wymagań. Postanowiono więc powtórzyć konkurs. Nowe wymagania mówiły już o broni samopowtarzalnej (bez możliwości strzelania seriami). Zrezygnowano także z magazynka 50-nabojowego. Do konkursu dopuszczono tym razem wszystkich chętnych.
Próby odbyły się we wrześniu 1941. Nowym uczestnikiem konkursu były zakłady Winchester Repeating Arms Company i to właśnie konstrukcja tych zakładów została przyjęta do uzbrojenia jako „US Army Carbine Caliber .30 M1”. Natychmiast rozpoczęto produkcję nowego karabinka (pierwsze zamówienie na 350 000 sztuk). Ponieważ zakłady Winchestera były już mocno obciążone produkcją, 25 marca 1942 rząd amerykański wykupił od Winchester Repeating Arms Company prawa patentowe i zlecił produkcje kilku innym producentom (było 10 głównych producentów plus wiele firm dostarczających drobne podzespoły). Skala produkcji była tak duża, że do końca wojny wyprodukowano ponad 6 000 000 sztuk karabinka M1.
Karabinek M1 w założeniu miał być bronią oddziałów tyłowych, załóg pojazdów pancernych, młodszych oficerów. Jednak jego poręczność sprawiła, że pod koniec wojny było w niego uzbrojonych prawie 40% amerykańskich żołnierzy. Szczególnie walczących tam, gdzie długi i ciężki karabin M1 Garanda zbyt krępował ruchy. Po wojnie karabinek M1 pozostawał na uzbrojeniu do końca lat 60 XX wieku. Broń poddano wtedy modernizacji. Zmieniono rodzaj bezpiecznika. Broń przystosowano do mocowania bagnetu M4. Karabinki pozostawały w uzbrojeniu CIA oraz „zielonych beretów”. Miały je na wyposażeniu również oddziały wartownicze Sił Powietrznych. Właśnie dla ich zastąpienia, zamówiono pierwsze partie karabinów M16.
Wycofane z uzbrojenia amerykańskich sił zbrojnych karabinki, były obiektem szerokiego eksportu. Znalazły się na uzbrojeniu armii francuskiej i izraelskiej, a także wielu innych armii, policji oraz ugrupowań partyzanckich na świecie. Były także popularne w różnego rodzaju organizacjach przestępczych. Miało to miejsce szczególnie w rejonach świata, gdzie warunki fizyczne użytkowników (wzrost i masa ciała) faworyzują broń o niewielkiej masie i sile odrzutu. Po II wojnie światowej karabinki były używane w wielu konfliktach zbrojnych. Między innymi w wojnie koreańskiej oraz wietnamskiej.

## Wersje

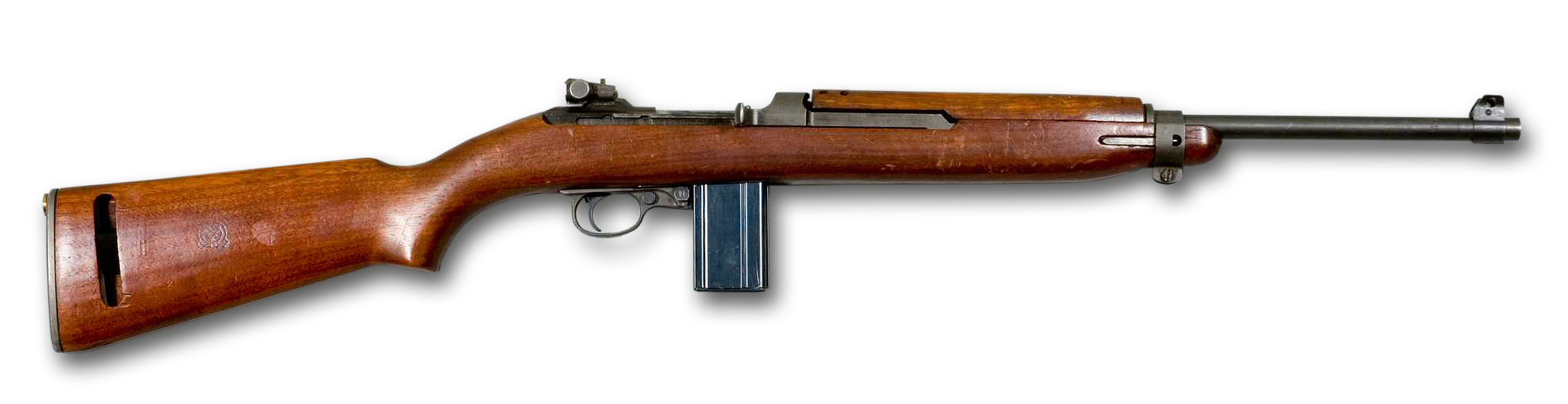
M1

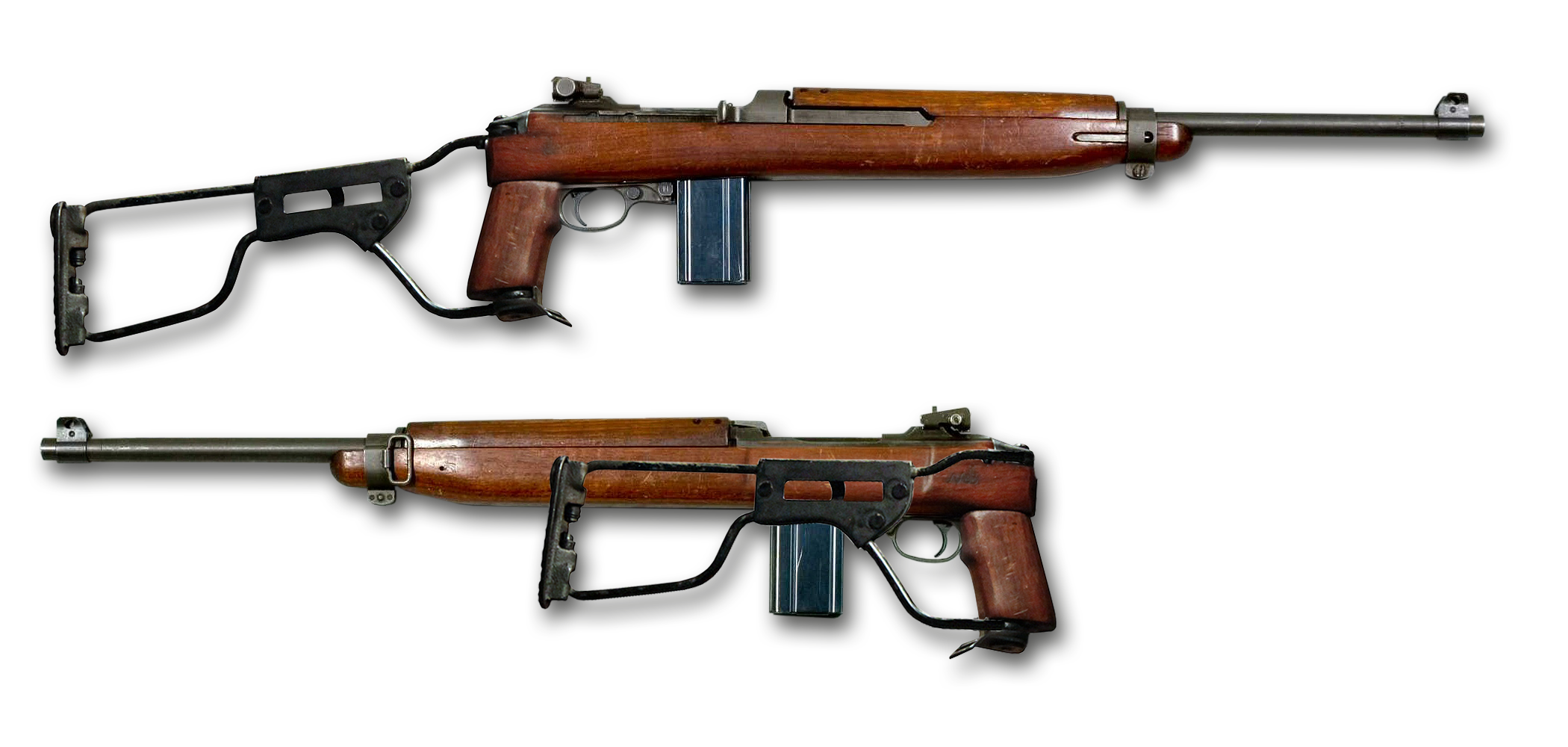
M1A1

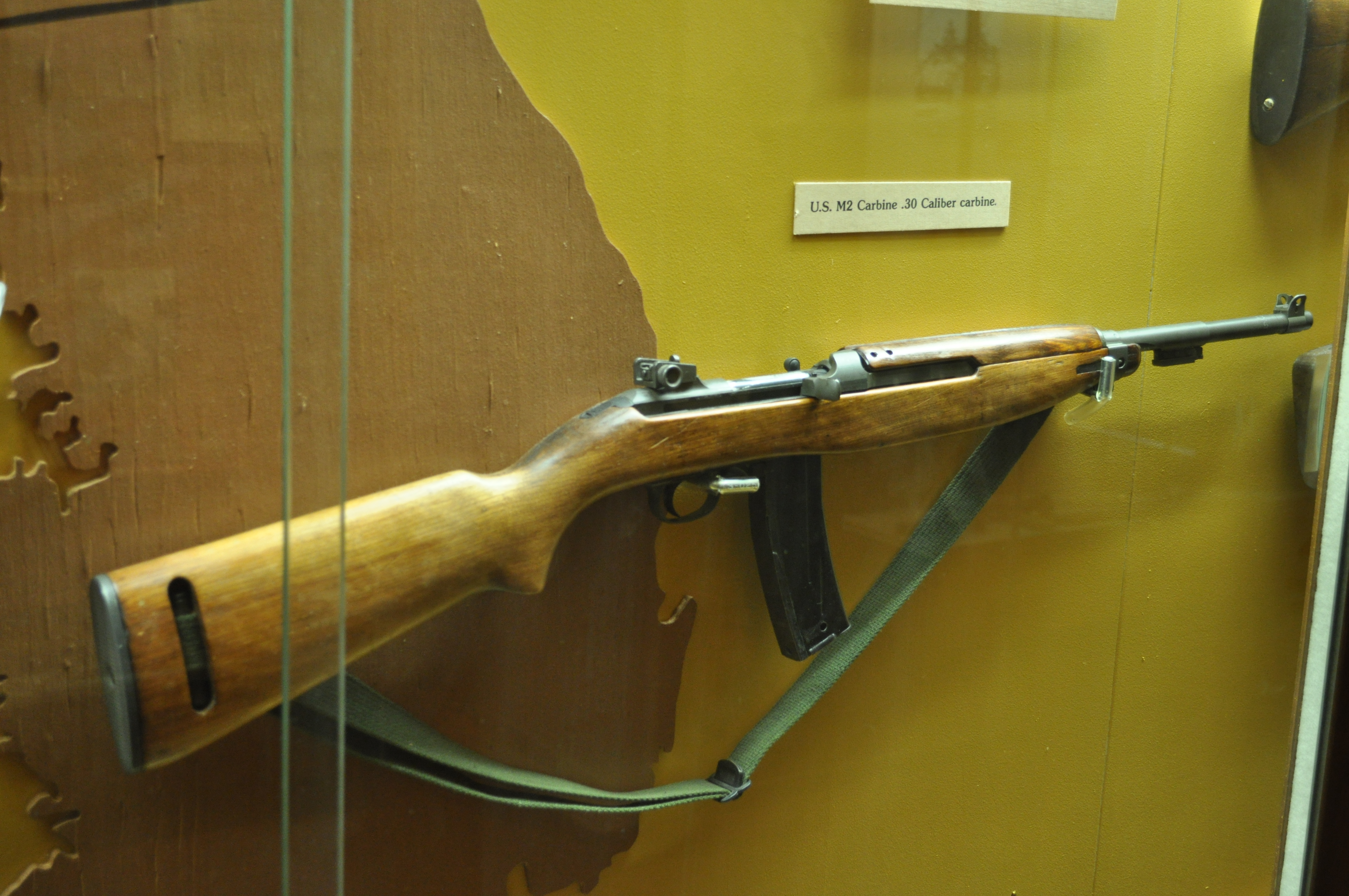
M2

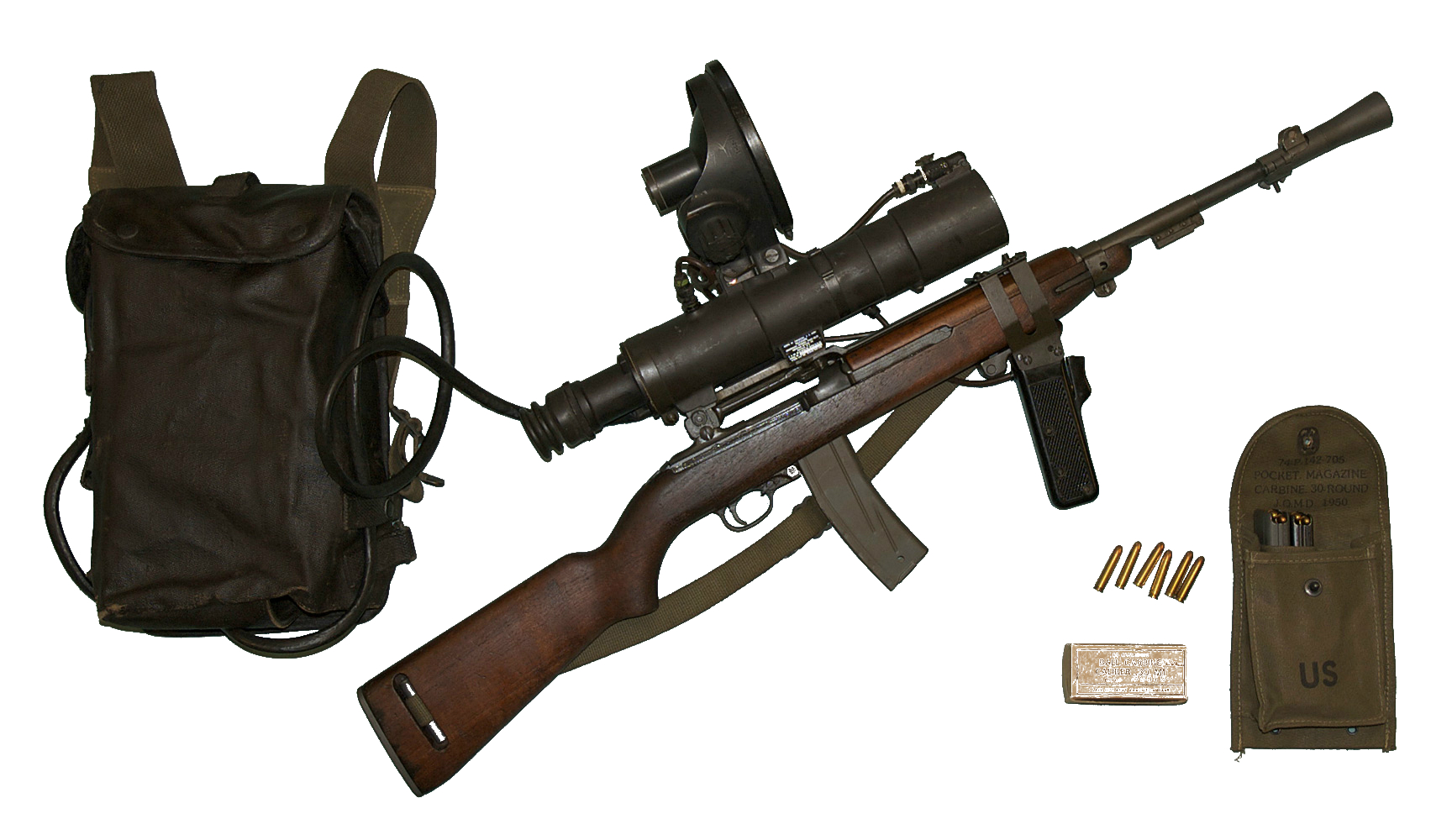
M3

- M1 – wersja podstawowa z kolbą stałą, produkowana w największych ilościach.
- M1A1 – wersja opracowana w 1942 dla spadochroniarzy. Wyposażona w składaną na bok kolbę
- M1A2 – wersja opracowana na przełomie lat 1944/45, wyposażona w nowy celownik krzywiznowy. Ponieważ nowy celownik w trakcie modernizacji zamontowano na wszystkich starszych M1, z oznaczenia M1A2 zrezygnowano.
- M1A3 – wersja z 1945, z kolbą składaną pod spód broni. Wyprodukowano tylko serię próbną.
- M1A4 – wersja ze skróconą lufą i kolbą składaną przez wsunięcie w prowadnice po bokach broni. Karabinek zaprojektowany dla żołnierzy oddziałów specjalnych, prawdopodobnie nie był produkowany.
- M2 – wersja opracowana pod koniec II wojny światowej, dostosowana do prowadzenia ognia ciągłego (broń samoczynno-samopowtarzalna). M2 posiadał przerzutowy przełącznik ognia oraz magazynek 30-nabojowy. Ponieważ w trakcie eksploatacji karabinków M2 okazało się, że łoże przejęte z M1 pęka, wprowadzono nowe – wzmocnione. Produkowano również zestawy M17 umożliwiające przebudowę karabinka M1 na M2
- M3 – wersja M2 wyposażona w celownik noktowizyjny M2 Sniperscope. Na lufie mocowano dodatkowo tłumik płomieni. Broń przyjęto do uzbrojenia 16 sierpnia 1945.

## Opis konstrukcji
Karabinek M1 był indywidualną bronią samopowtarzalną (M2 samoczynno-samopowtarzalną). Zasada działania oparta na wykorzystaniu energii gazów prochowych odprowadzanych przez boczny otwór lufy (gazy pobierane przez otwór umieszczony zaraz za komorą nabojową). Zamek ryglowany przez obrót. Mechanizm spustowy tylko do ognia pojedynczego (wersja M2 z przełącznikiem rodzaju ognia umożliwiała strzelanie seriami). Zasilanie z magazynków o pojemności 15 naboi. Przyrządy celownicze składały się początkowo z muszki i celownika przerzutowego (nastawy 150 i 300 jardów), później zastosowano celownik krzywiznowy T21 (nastawy 100, 200, 250, 300 jardów).